# معاهدة أدرنة (1547)

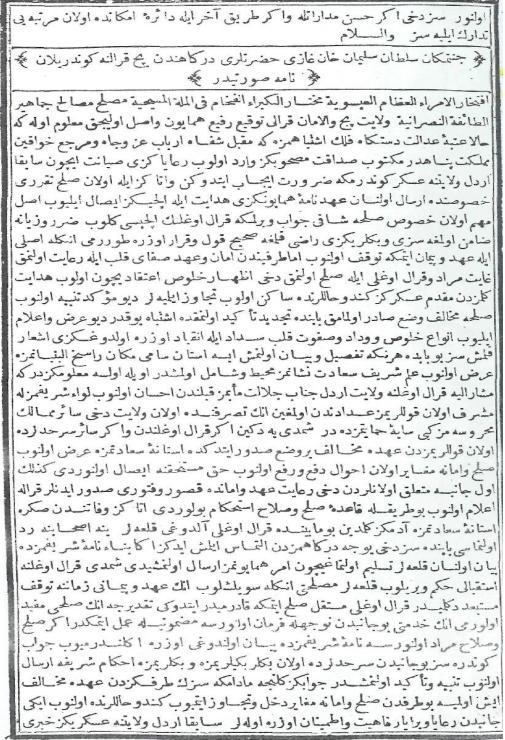

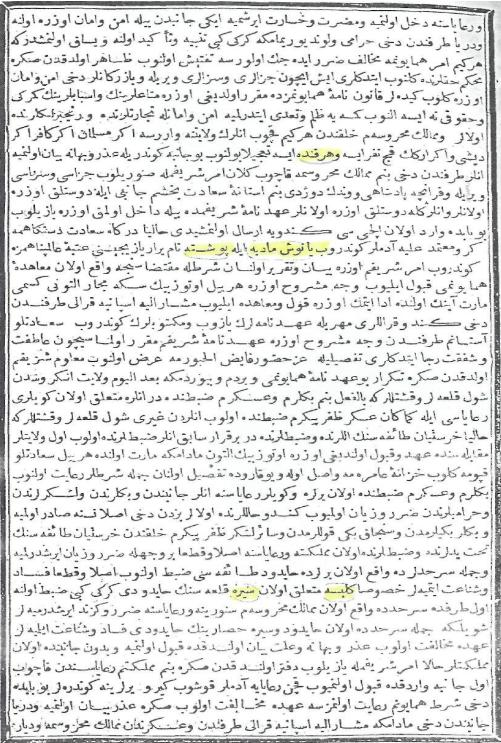
نص الاتفاقيه الاول على اليمين والاخر على اليسار

معاهده إسطنبول أو كما تذكرها بعض المصادر القديمة باسم معاهده أدرنا (على اسم أدرنا هي المدينة العثمانية التي جرى توقيع المعاهدة فيها وتعرف اليوم بمدينة أدرنة)، والتي وقعت بين أرشيدوقية النمسا والدولة العثمانية في 19 يونيه عام 1547 ووقعت في إسطنبول وهذه الاتفاقية شملت أيضا الإمبراطورية الرومانية المقدسة، بعد العديد من الصراعات التي دارات بين الطرفين، وقعت الهدنة التي استمرت 18 شهر في ديسمبر 1545، وبعد هذه الاتفاقية بفترة، أرسلت الامبراطورية الرومانية رسولًا لعاصمة العثمانيين إسطنبول ودخلت النمسا مع الإمبراطورية الرومانية في معاهدة استمرت خمس سنوات، وهذه الوثيقة تحمل نتيجة لأول اتفاقية مكتوبة بين الدولتين، وكان أرشيدوق النمسا فرديناند الأول والإمبراطور كارلوس الخامس والسلطان سليمان القانوني قد ابدوا رغبتهم بفرض سيطرتهم على المجر. ومن أجل الحفاظ على أراضي المجر وافق هايسبرغ على إعطاء 30 ألف دوقة كضريبة للدولة العثمانية، وأيضًا وفقا للاتفاقية فإن الدولتين لن تهاجما بعضهما البعض، ولكن في عام 1551 قامت القوات النمساوية بنقض المعاهدة بهجومها على أدرنا التي كانت تابعة للدولة العثمانية.

## خلفية

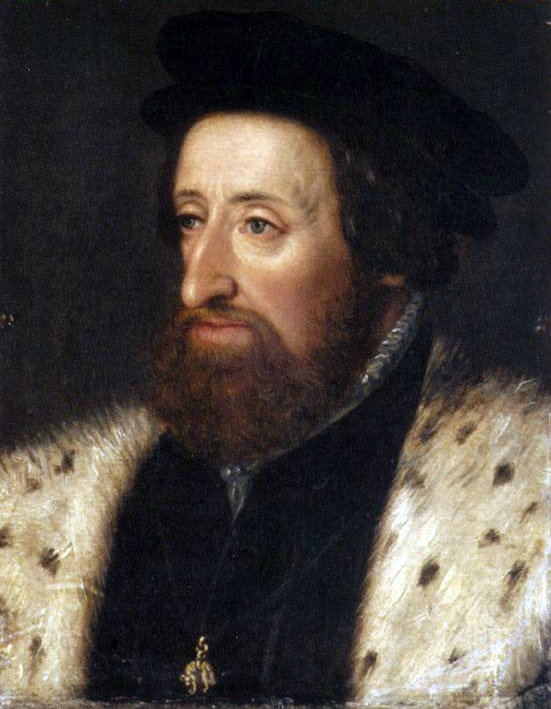
صوره لفرديناد صنعها هانز بوك له في عام 1550

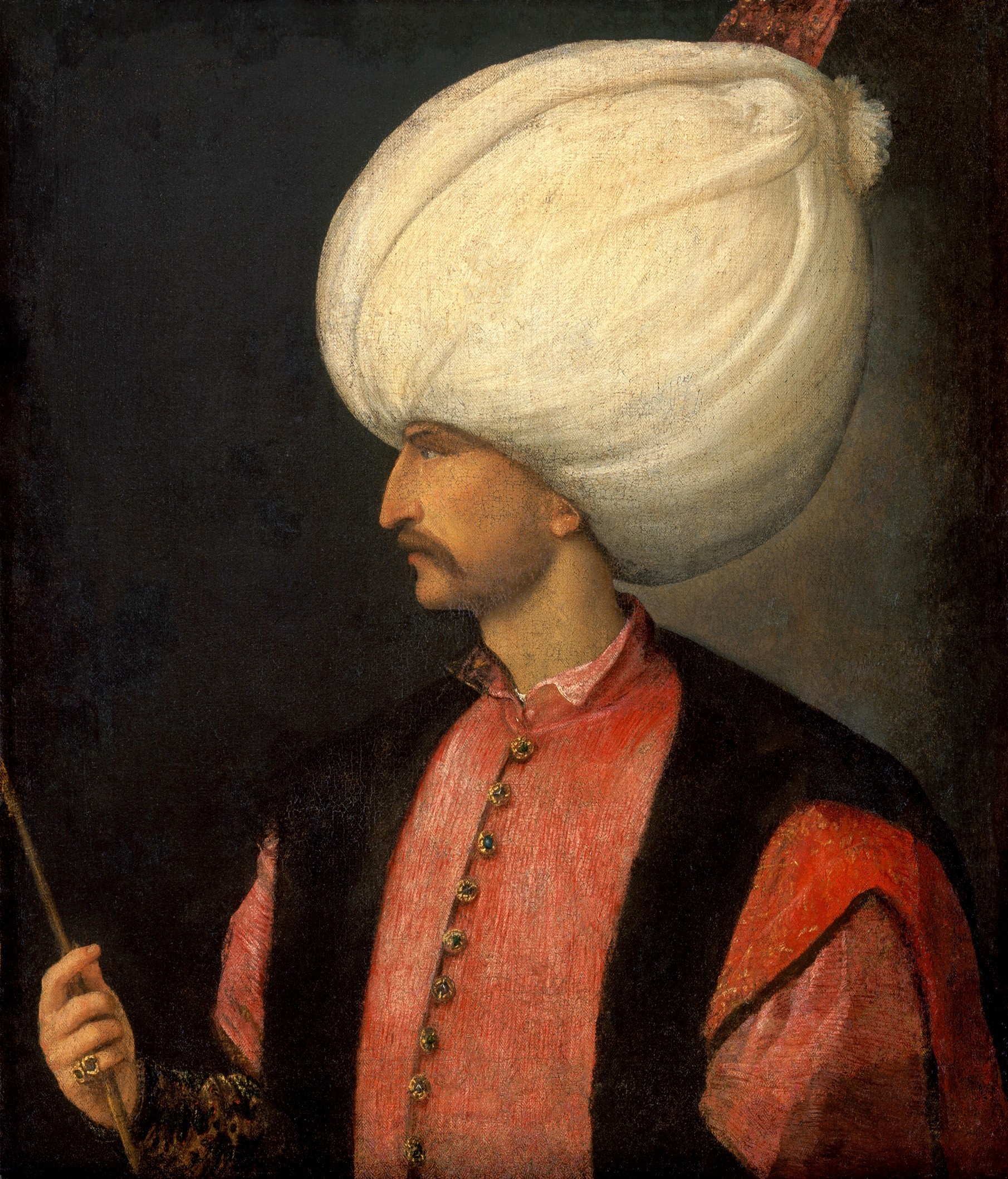
تاتيلان في 1539 في تصريحاته حول سليمان

في شهر يناير عام 1525 وصل الرسول الفرنسي جين فرنجفاني إلى عاصمة الامبراطوية العثمانية إسطنبول، في 24 فبراير بعد معركة بافيا طلبت الملكة الفرنسية الأم لويزا مي سافو المساعدة من السلطان سليمان القانوني من أجل الملك الفرنسي فرانسسو الأول الذي وقع أسيرًا للامبراطورية الرومانية، وقد أعطاها سليمان وعد بالمساعدة في خطاب مكتوب، وأنه إذا أطلق سراح فرانسسو، فإنه قرر القيام بحملات على المجر، وقد أرسل أولا الصدر الأعظم إبراهيم باشا إلى المجر، وفي 23 إبريل عام 1526 اتجه السلطان سليمان على رأس الجيش الي المجر. وقد خرج الجيش المجري تحت قيادة ملك المجر لويس الثاني وقد قامت الحرب في 29 أغسطس عام 1526 وقد انتصر الجيش العثماني، أما لويس فقد فر من الحرب مع بعض جنوده وتوفي في مستنقع. بعد الفوز في هذه المعركة قامت المملكة المجرية بالارتباط بالدولة العثمانية، وقد عين يانوش زابوليا من قبل سليمان باشا حاكم أدرنا على المجر. ولكن امبراطور الامبراطورية الرومانية كارلوس الخامس أعلن أخاه فرديناد هو ملك المجر بدلا من يانوش زابوليا الذي لا يعرفه شخصيا، وقام فرديناد بمحاربة قوات يانوش ودخل إلي بودا في 20 أغسطس عام 1527 وقد أراد دفع ضريبة للدولة العثمانية مقابل الاعتراف به ملكًا على المجر. وقد رفضها السلطان سليمان وخرج في حرب جديدة في 10 مارس عام 1526 وفي 3 سبتمر حاصر بودا وفي 7 سبتمبر سلمت بودا وأعطاها مره أخرى ليانوش. وقد سيطر الجيش العثماني على أماكن مختلفة، وفي 23 سبتمبر دخل إلي الأراضي النمساوية وبعد ذلك في 27 سبتمبر حاصر فيينا، وقد تم رفع الحصار في 16 أكتوبر، وفي 16 يناير عام 1529 عاد الجيش إلي إسطانبول. بعد حصار فيينا الذي أرسل به فرديناد، أعطي سليمان الرفض للرسولين بإعطائه مملكة المجر، ولهذا السبب أخذ فرديناد بعض المدن من الدولة العثمانية وقد قام بحصار بودا في الفترة مابين أكتوبر وديسمبر 1530 وانتهى ذلك الحصار بالفشل. التطورات التي حدثت جعلت السلطان سليمان والصدر الأعظم إبراهيم باشا يغادرا إسطانبول على رأس الجيش في 25 أبريل عام 1532. وقد فرضت القوات العثمانية سيطرتها على بعض الأماكن من خلال الحروب، وانتهي بالعودة إلى إسطانبول في 21 نوفمبر. وبعد عده أشهر، في تاريخ 22 يونيو عام 1533 وقعت اتفاقيه مكتوبة بين النمسا والامبراطورية العثمانية وبقاء منطقة صغيرة في الغرب مع فرديناد وقد أدعت المجر أن حق الملك ليانوس وقبلت دفع ضربية 30 ألف دوقة سنوية للامبراطورية العثمانية. بعد وفاة يانوس في 22 يوليو عام 1940 تبعته زوجته ايزابيلا، فقبل وفاته بعدة أيام حصل ابنه الصقر جون سيمجوند على الموافقة من سليمان على أن يكون واصي على العرش. وفي هذه الأحداث، قام فرديناد مره أخرى في أكتوبر عام 1540 بحصار بودا ولكنه فشل في الحكم على القوات المجرية. وفي العام التالي تحرك فرديناد بجيش إلى بودا، وفي 3 مارس عام 1541 جاء الجيش للمدينة وفي 4 مارس قام بمحاصرتها. وقد أرسل سليمان قوات لبودا بقيادة صقللي محمد باشا الوزير الثالث أما قبله فقد كان Divane Hüsrev Paşa وأولا كان اياله الروملي،  وفي 23 يونيو عام 1541 خرح مع الجيش بحملة. في البداية وصلت القوات العثمانية إلى بودا في 10 يوليه عام 1541. وكان الحصار قد انتهي في يوم 21 أغسطس وبدأت قوات فرديناد بالتراجع. في 27 نوفمبر عاد الجيش إلى إسطانبول بعد انتهاء الحرب. في عام 1542 قرر فرديناد الخروج في حملة مرة أخرى على المجر، ولكن سليمان قام بمحاصرة بودا و بشت. وبعد أن أتم سليمان الاستعدادات في إسطانبول تحرك لادرنا في 17 يناير عام 1542، وبعد أن مر الشتاء خرج مباشرة إلى صوفيا في 23 إبريل عام 1543. وهذه الحملة أسفرت عن سيطرة الدولة العثمانية على بعض المدن، وفي النهاية وصل سليمان إلى إسطانبول في يوم 16 نوفمبر. في شهر نوفمبر عام 1545 قام فرديناد بإرسال هيئة المفاوضية إلى إسطانبول بعد إجراء هدنة بين الدولتين لمدة 18 شهر. وفي يونيه عام 1547 أرسل كارلوس الخامس رسول لبدء مباحثات السلام بين الامبراطورية العثمانية والامبراطورية الرومانية.

## المحتوى
وفي 19 يونيه عام 1547 وقعت الوثيقة في إسطانبول وكانت تلك أول اتفاقية مكتوبة بين الدولتين. وقد كتب باللغة العثمانية التركية ووضع الطرف العثماني الشروط متمثلا في سليمان، وقد تجاوز فرديناد وكارل الخامس عن ذلك. ووفقا لتلك الاتفاقية التي مدتها خمس سنوات، فإن الأراضي المجرية التي كانت تحت سيطرة العثمانين فإنها تبقي لديهم، وأن الاماكن التي تقع تحت سيطرة النمسا وموجودة في المجر سترسل ضريبة سنوية 30 ألف دوقة للدولة العثمانية، وأن الطرفين لن يهاجما بعضهم البعض خلال فترة الهدنة، وأنهم سوف يمارسوا التجارة الحرة بين الطرفين بعد دفع الضريبة المحددة المعروفة في القوانين التجارية. وأن الامبراطورية العثمانية وعلاقتها الإيجابية مع المملكة الفرنسية وجمهورية فينسيا داخل الاتفاقية وقد وافق كارل في يوم 1 أغسطس، و8 أكتوبر سليمان، و26 أغسطس فرديناد.

## بعد ذلك
وقد أرسلت إيزابيلا مع ابنها إلى Lipova بعد أن أعطت لنفسها حكم أدرنا. اما György Martinuzzi فقد تم اختياره ملك للمجر من قبل البرلمان باعتباره الواصي هنا، وأنه في 1549 قام فرديناد بعمل اتفاقية سرية مع رجال إيزابيلا وفي يوليو عام 1551 عمل فرديناد اتفاقية مع إيزابيلا ليصبح ملكًا على أردنا والمجر، وقد بدء بأعمال مباشرة لدخول أدرنا في حماية أدرنا. وجنود Avusturya قد نقضوا معاهدة إسطانبول بهجومهم على أدرنا التابعة للدولة العثمانية، وقد أمر سليمان الإلاق و بوغدان بحماية أدرنا من الهجوم المضاد على ها، وقد أسرت قوات Avusturya بعض الأشخاص خلال هجوم منظم على أدرنا. بعد هذه الأحداث أٌرسل لأدرنا الروميل الصقلي محمد باشا الذي استولي على 12 قلعة بجانب بيتشي (المعروفة اليوم باسم صربيا)و Beçkerek(المعروفة اليوم باسم Zrenjanin)و Çanad(المعروفة اليوم باس Cenad )وأعاد Lipova تحت سيطرته مرة أخرى، أما عن حصار تيميشوارا، فأنه لم ينجح فيه و في النهاية عاد إلى إسطانبول.